# Aaron Lawrence
Aaron Lawrence (11 de agosto de 1970) é um ex-futebolista profissional jamaicano, que atuava como goleiro.

## Carreira
Apesar de ser menos conhecido que seu antecessor Warren Barrett, Lawrence, apelidado pelos torcedores de Wild Boy (Garoto Selvagem), teve uma carreira também praticamente baseada em um único clube - no caso, o Reno, onde jogou de 1996 a 2006, quando parou de jogar.

## Seleção
Lawrence jogou entre 1997 e 2005 pela Jamaica, tendo ido à Copa de 1998, como reserva de Boopie Barrett. Com as fracas atuações do titular contra Croácia e Argentina, onde levou oito gols, o técnico brasileiro René Simões decidiu sacar Barrett e promover Lawrence a titular. A troca de goleiros deu certo, pois os Reggae Boyz venceram o Japão por 2 a 1 (gols de Theodore Whitmore).[carece de fontes?]
Pela Seleção Jamaicana, Aaron disputou 61 partidas, e marcado um gol, em amistoso contra a Índia.